# Chicago Hounds
Die Chicago Hounds waren eine US-amerikanische Eishockeymannschaft aus Chicago, Illinois. Das Team spielte in der Saison 2006/07 in der United Hockey League.

## Geschichte
Das Franchise der Richmond RiverDogs aus der United Hockey League wurde 2006 von Richmond, Virginia, nach Chicago, Illinois, umgesiedelt und in Chicago Hounds umbenannt. In ihrer einzigen Spielzeit, der Saison 2006/07, erreichte die Mannschaft als Vierter der Eastern Division die Playoffs um den Colonial Cup. In diesen schied das Team bereits in der ersten Runde mit 1:4 Siegen in der Best-of-Seven-Serie gegen die Fort Wayne Komets aus. Nach gescheiterten Verhandlungen über ein langfristiges Mietverhältnis mit dem Management des Sears Centre wurde das Franchise 2007 bereits nach einem Jahr wieder aufgelöst.       

## Saisonstatistik
Abkürzungen: GP = Spiele, W = Siege, L = Niederlagen, T = Unentschieden, OTL = Niederlagen nach Overtime SOL = Niederlagen nach Shootout, Pts = Punkte, GF = Erzielte Tore, GA = Gegentore, PIM = Strafminuten
| Saison  | GP | W  | L  | T | OTL | SOL | Pts | GF  | GA  | Platz       | Playoffs                       |
| 2006/07 | 76 | 31 | 38 | — | —   | 7   | 69  | 221 | 261 | 4., Western | Niederlage in der ersten Runde |

## Team-Rekorde

### Karriererekorde
Spiele: 75  Māris Ziediņš,  Todd Grant
Tore: 27  Māris Ziediņš
Assists: 40  Chris Busby
Punkte: 54  Todd Grant
Strafminuten: 206  Chris Gehrke

## Bekannte Spieler
- Matt Amado
- Joel Rechlicz
- T. J. Sakaluk
- Nikos Tselios